# Höchstberg
Höchstberg település Németországban, Rajna-vidék-Pfalz tartományban. Lakosainak száma 344 fő (2023. december 31.).

## Népesség
A település népességének változása:
| Lakosok száma | 319  | 342  | 331  | 334  | 352  | 344  |
|               | 1975 | 2017 | 2019 | 2021 | 2022 | 2023 |